# Assentoft
Assentoft er en by i Østjylland med 3.831 indbyggere  (2024). Byen ligger otte kilometer øst for Randers, og er en del af Randers Kommune i Region Midtjylland.

## Historie

### Forhistorie
I det nuværende Assentoft er der fundet rester af bl.a. en rundhøj med en grav fra stenalderen, to rundhøje fra oldtiden, en boplads fra den yngre bronzealder, og en anden boplads der synes at have været beboet fra slutningen af stenalderen til den yngre jernalder.

#### Navn
I stednavne betyder efterleddet -toft ”det afpassede”, og refererer til et område der er afpasset til et hus. En toft var derfor måske først et område, der var bestemt til bebyggelse for en gårdejer i en landsby. Navne med -toft må i vidt omfang være fra vikingetiden, idet der findes talrige navne med -toft i England og Normandiet.:1113 
I bebyggelsesnavne med efterleddet –toft er forleddet ofte et nordisk fornavn – i dette tilfælde måske Asgun. I nogle tilfælde refererer forleddet dog til f.eks. dyr, terræn eller bevoksning, og forleddet i Assentoft er nok det olddanske ord æsking, som betyder ”askebevoksning”.:324  En beboer af Assentoft kaldes vist en esking.

### Tidlig historie
I Haldherred byggedes formentlig i det 12. århundrede kirken Essenbæk (Eskingbec) midt i Essenbæk Sogn, der var et anneks af Virring Sogn fra ældgammel tid. Det meste af Essenbæk Sogn fæstedes til Essenbæk Kloster, og senest fra den 9. marts 1467 stod Essenbækgård (Æskinbechgard) ved kirken.

### Nyere tid
Efter Reformationen konfiskeredes Essenbæk Kloster og dets gods i 1540 af kongen, og fra 1579 kendes Assentoft (Assentofftt). Da denne, Essenbækgård og bl.a. Essenbæk Mølle (Essenbech Møllested) den 22. august 1661 erhvervedes fra kongen af Hans Friis, var der 10 gårde, fire bol og fem huse i det daværende Assentoft. Byens placering på morænebakker viser at man prioriterede agerbrug der, men man holdt nok kvæg på engene nedenfor byen.
I 1682 bestod landsbyen af 14 gårde. Det samlede dyrkede areal udgjorde 444,7 tønder land skyldsat til 55,40 tønder hartkorn. Dyrkningsformen var græsmarksbrug med tægter.
Hans Friis gav den 18. marts 1695 Essenbæk Ladegård, inkl. tilliggende gods, til sin nevø Christian Friis, som den 15. februar 1726 indlemmede dem i stamhuset Tustrup. Godsejeren etablerede i 1739 en skole i Assentoft, men den 30. oktober 1782 gav kongen lov til at sælge godset. Ved auktion på Tustrup den 18. december 1783 solgtes Essenbæk Ladegård til Christian Kallager, og den 11. juni 1785 blev skødet underskrevet.
Allerede den 10. juni 1787 solgte han den dog til Peter Severin Fønns og Johan Frederik Carøe. Essenbækgård solgtes i 1789 til Niels Christensen Kutsch, og året efter solgtes Assentoft til fæsterne i landsbyen. Da de udstykkede den til hver især den 15. juli 1790, var der ni helgårde, to halvgårde, fire bol og fire huse i Assentoft.
Indenfor hvert pastorat, dvs. hovedsogn og dets anneks(er), etableredes i 1803 et kommunalt sognedistrikt, som fra 1. januar 1868 kaldtes sognekommune. En sådan var Virring-Essenbæk Kommune, der bl.a. omfattede Assentoft.
I 1840 byggedes en ny og større skole i landsbyen. Den da faldefærdige kirke i Essenbæk Sogn blev i efteråret 1865 revet ned, og den 28. november 1869 indviedes en ny Essenbæk Kirke i Assentoft. På den tid var landsbyen ved at vokse nord for landevejen.
I Assentoft etableredes Virring og Essenbæk Sognes Spare- og Laanekasse i 1871. For at yde sygehjælp til sine medlemmer, etableredes Essenbæk Sogns Haandværkerforening den 6. marts samme år, og i sommeren 1889 fik den i Assentoft bygget Essenbæk Sogns Haandværkerforenings Stiftelse, kaldet forsamlingshuset. Deri var en skænkestue, en forsamlingssal og seks frie ældreboliger. Assentoft Vandværk etableredes den 15. maj 1895.
Den 26. januar 1900 etableredes Assentoft Brugsforening, hvis nybyggede butik åbnedes for salg den 1. juli samme år. I 1907 byggedes en ny og større skole i landsbyen, og Essenbæk Mølle - genopbygget efter en brand den 23. april 1889 - nedreves i 1922.
Den 23. juli 1937 kørtes der første gang motorcykelløb på Volk Mølle bakker ved Essenbækgård. Banen løbet kørtes på var da ca. 300 meter lang med en stejl stigning til sidst, og der kørtes typisk på almindelige motorcykler der ombyggedes til det på stedet. I 1939 etableredes Assentoft Idrætsforening, som fra det år deltog i serie-fodbold.
Alle motorsportsløb suspenderedes mens Anden Verdenskrig udkæmpedes, men fra 1946 kørtes der igen bakkeløb for motorcykler på Volk Mølle bakker. Fra den tid kunne mange af løbene på banen tiltrække 10.000-20.000 tilskuere. I 1949 kørtes der det eneste danske bakkeløbsmesterskab.
Der kørtes første gang motocross på Volk Mølle bakker den 20. april 1951. Da var banen der kørtes på 750 meter lang. I efteråret 1954 godkendtes den da 2.500 meter lange bane ved internationalt banesyn, og den 28. august 1955 kørtes der Motocross des Nations med 24 deltagere og ca. 40.000 tilskuere. Det første fotografi der kåredes som årets bedste pressefoto i verden viser én af løbets deltagere der styrter på banen.
Fra 1954 var der ikke ældreboliger i forsamlingshuset, da de var utilsvarende, men den 6. november 1957 åbnedes det nye Essenbækhus som ældreboliger på forsamlingshusets tidligere køkkenhave.
I 1950'erne og 1960'erne kørtes der flere nationale og internationale motocross-løb, inkl. verdesmesteskaber og både europæiske og danske mesterskaber, på Volk Mølle bakker, og fra begyndelsen af 1960'erne desuden trial. Også i begyndelsen af 1960'erne etableredes de første parcelhuskvarterer i Assentoft ved den vestlige del af landsbyen, og Assentoft Idrætsforening forenedes med Langkastrup Gymnastikforening som Sønderhald Idrætsforening den 25. april 1964.
I 1966 erhvervedes Virring og Essenbæk Sognes Spare- og Laanekasse af Sparekassen for Randers By og Omegn, og i 1968 solgtes forsamlingshuset, som da omdannedes til Assentoft Kro. Samme år kørtes det sidste løb med tilskueres på Volk Mølle bakker, og i 1969 kørtes det sidste træningsløb der.
Den 1. april 1970 erstattedes bl.a. Virring-Essenbæk Kommune af Sønderhald Kommune, og den 11. november 1970 bestemte denne at etablere boligområdet Assentoft Øst ved Essenbækgård. Fra den 28. februar 1973 bestemte kommunen at udvide boligområdet med bl.a. dele af den nærliggende landsby Drastrup, inkl. Sønderhaldskolen, som nu er ved at være omringet af Assentoft.
Ved Sønderhaldskolen byggedes fra juni til oktober 1975 idrætshallen Assentofthallen, der åbnedes til brug den 25. oktober samme år. Essenbækskolen byggedes nær Sønderhaldskolen i 1979, og ved siden af Assentofthallen byggedes endnu en idrætshal som åbnedes til brug den 14. november 1980. Et borgerhus bygget til Assentofthallerne, som de to idrætshaller samlet kaldes, åbnedes til brug i foråret 1981.

Den 12. november 1986 bestemte kommunen at etablere erhvervsområdet Virkevangen i Assentoft Øst, og i 1989 forenedes Sønderhaldskolen og Essenbækskolen som Assentoftskolen. I juni 2011 blev Sønderhald Idrætsforening til SIF Assentoft. 
- Assentofts vækst
- Kort fra 1899
- Kort fra 1971
- Kort fra 1976
- Kort fra 2001
- Kort fra 2016

### Demografi
| Indbyggertal | Indbyggertal | Indbyggertal | Indbyggertal | Indbyggertal | Indbyggertal | Indbyggertal | Indbyggertal |
| ------------ | ------------ | ------------ | ------------ | ------------ | ------------ | ------------ | ------------ |
| 1787         | 106          | 1984         | 2.204        | 1999         | 2.265        | 2012         | 3.311        |
| 1938         | Ca. 350      | 1985         | 2.241        | 2000         | 2.325        | 2013         | 3.360        |
| 1960         | 535          | 1986         | 2.265        | 2001         | 2.380        | 2014         | 3.383        |
| 1965         | 743          | 1989         | 2.376        | 2002         | 2.415        | 2015         | 3.387        |
| 1970         | 1.136        | 1990         | 2.373        | 2003         | 2.406        | 2016         | 3.427        |
| 1976         | 1.779        | 1992         | 2.306        | 2004         | 2.465        |              |              |
| 1979         | 2.041        | 1994         | 2.268        | 2006         | 2.734        |              |              |
| 1981         | 2.185        | 1996         | 2.235        | 2008         | 2.981        |              |              |
| 1982         | 2.200        | 1997         | 2.238        | 2010         | 3.205        |              |              |
| 1983         | 2.188        | 1998         | 2.210        | 2011         | 3.262        |              |              |

## Geografi
Det meste af Assentofts nordlige rand ligger på toppen af en ca. 50 meter høj skrænt mellem fjordengene og morænebakkerne syd for Randers Fjord. Skræntens dybe erosionskløfter er skovklædte, og næs for næs udnyttede til byens vækst. Visse dele af byen ligger dog nede på stejle grunde tæt omgivne af skov og enge, så naturtæt at man bl.a. kan se råvildt græsse i haverne. Fra byens sydlige side ses det fladere morænelandskab.

## Infrastruktur
Infrastrukturen i Assentoft består primært af rolige boligveje. Til specielt byens boligområder mod øst aflaster Grenåvej syd for Assentoft i nogen grad Storegade, der også karakteriseres som boligvej.

## Erhverv
I byen er der et udvalg af service og erhvervsvirksomheder, samt nogle få detailhandelsforretninger langs Storegade.
Assentoft Silo A/S, der bl.a. producerer gastætte stålsiloer, etableredes i sommeren 1940.

## Uddannelse
Assentoftskolen er med 678 elever (2017) den næststørste folkeskole i Randers Kommune.

## Kendte eskinger
Politik
- Michael Aastrup Jensen (1976-), politiker.